# پسایند (آلبوم ایمی لی)
پسایند (به انگلیسی: Aftermath) آلبوم موسیقی متن فیلمی به‌کارگردانی مارک جکسون به‌نام داستان جنگ است که توسط ایمی لی و با همراهی دِیو اِگِر اجرا شده است. این آلبوم در تاریخ ۲۵ اوت سال ۲۰۱۴ منتشر شد.

## فهرست ترک‌ها
| شماره | نام                                             | نویسنده(ها) | مدت  |
| ----- | ----------------------------------------------- | ----------- | ---- |
| ۱.    | «دکمه رو فشار بده»                              | ایمی لی     | ۳:۱۳ |
| ۲.    | «لاک غلط‌گیر» (به همراه دیو اگر)                 |             | ۱:۲۹ |
| ۳.    | «یادت باشه نفس بکشی» (به همراه دیو اگر)         |             | ۱:۲۴ |
| ۴.    | «آب تیره» (به همراه مالیکا زارا)                |             | ۳:۲۹ |
| ۵.    | «بین جهان‌ها» (به همراه دیو اگر)                 |             | ۳:۳۵ |
| ۶.    | «غریبه» (به همراه دیو اگر)                      |             | ۱:۵۵ |
| ۷.    | «نمی‌تونم اومدنشو متوقفش کنم» (به همراه دیو اگر) |             | ۲:۰۴ |
| ۸.    | «صدای تو ذهنم» (به همراه دیو اگر)               |             | ۳:۴۷ |
| ۹.    | «خانه‌نشینی» (به همراه دیو اگر)                  | لی          | ۴:۵۹ |
| ۱۰.   | «بعد» (به همراه دیو اگر)                        |             | ۳:۵۳ |

## رتبه‌ها و جوازها
| جدول (۲۰۱۴)                                       | جایگاه |
| ------------------------------------------------- | ------ |
| آلبوم‌های هلندی (جدول‌های هلند)                     | 92     |
| آلبوم‌های ایتالیا (فدراسیون صنعت موسیقی ایتالیا)   | ۴۹     |
| آلبوم‌های بریتانیا (شرکت جدول‌های رسمی)             | 67     |
| جدول ایندی بریتانیا (شرکت جدول‌های رسمی)           | ۱۸     |
| جدول موفقیت‌های ایندی بریتانیا (شرکت جدول‌های رسمی) | ۲      |
| بیلبورد ۲۰۰ ایالات متحده                          | ۴۷     |
| آلبوم‌های راک برتر ایالات متحده (بیلبورد)          | ۱۵     |
| موسیقی‌متن‌های برتر ایالات متحده (بیلبورد)          | ۳      |